# RosAsm
RosAsm est un programme assembleur pour la famille des processeurs x86 et pour le système d'exploitation Windows de Microsoft. Le nom de RosAsm vient de ReactOS Assembler bien que RosAsm et ReactOS soient des projets séparés.
Le projet RosAsm comprend en réalité divers outils aidant à la programmation assembleur comme un environnement de développement intégré, un assembleur, un éditeur de lien interne, un éditeur de ressources, un désassembleur et un débuggeur. 
La syntaxe de l'assembleur de RosAsm est principalement inspirée de celle de l'assembleur NASM (syntaxe dite de type Intel). La principale particularité de RosAsm est d'inclure le code source à l'intérieur de l'exécutable (au format Portable Executable). 
La génération du format de fichier ne nécessite pas d'éditeur de lien externe. Cette particularité, bien que permettant de lier vers des DLLs, ne permet toutefois pas de générer des modules objets pouvant être liés avec d'autres programmes.